# Villaggio operaio
Il villaggio operaio è un insediamento di natura industriale, nato come risposta alle esigenze di conciliare casa e lavoro in un unico centro abitato, che fosse funzionale tanto agli interessi dell'imprenditore quanto a quelli dell'operaio. A seconda delle idee che stanno alla loro base: paternalismo industriale (Alessandro Rossi, Silvio Crespi, Napoleone Leumann), socialismo utopico (Robert Owen) vengono definiti i rapporti di forza all'interno del villaggio e conseguentemente quanto gli interessi di un gruppo prevalgano su quelli dell'altro. Sono sorti tipicamente tra la fine del XIX secolo e l'inizio del XX secolo.

## Esempi di villaggio operaio

### In Italia

#### Conservati nelle forme originali
- Crespi d'Adda - patrimonio dell'umanità UNESCO[1]
- Nuovo quartiere operaio a Schio
- Villaggio Leumann a Collegno[2]
- Villaggio Frua a Saronno[3]
- Villaggio Sisma, già Metallurgica Ossolana, a Villadossola, 1938-40; 224 alloggi in 57 fabbricati [4]
- Mongiana (VV). Villaggio siderurgico (sec. XVIII-XIX). Fu costruito per dare alloggio agli addetti al locale polo siderurgico (ferriere, fonderia e fabbrica d'armi). Conserva le antiche valenze architettoniche. È tuttora vissuto dai discendenti degli antichi operai. Attivo nei locali della fabbrica d'armi, il museo, che tramanda la storia della siderurgia calabrese.
- Villaggio operaio della Filatura a Tollegno, costruito tra il 1920 e il 1925[5].
- Quartiere Littorio (ora rinominato Novacella) a Bolzano costruito negli anni 30 per ospitare gli operai della nuova Zona Industriale, il modello delle case, riprodotto per tutto il quartiere, era di mini-condomini di 4 o 5 piani.

#### Altri
- Villaggio operaio di Campione del Garda
- Villaggio Caproni di Ponte San Pietro
- Villaggio operaio di Larderello
- Villaggio Falck a Sesto San Giovanni
- Villaggio Bellora a Gallarate[6]
- Villaggio operaio di Varano Borghi[7]
- Borgo della Manifattura di Cuorgnè
- Borgo Pirelli a Milano.
- Villaggio operaio della Manifattura Festi Rasini di Villa d'Ogna
- Villaggio Breda a Roma
- Villaggio operaio Camerini di Piazzola sul Brenta[8]
- Quartiere Dux (ora rinominato Don Bosco) a Bolzano costruito negli anni 30 per ospitare gli operai della nuova Zona Industriale, il modello delle case, riprodotto per tutto il quartiere, era di villette quadrifamiliari su due piani.
- Villaggio di Ponte Lambro, costruito per servire il Cotonificio. Le case furono costruite a cavallo tra gli anni 30 e 40 del '900. Vennero dotate di tutti i confort possibili all'epoca. Oltre alle case per gli operai vennero costruite anche le case per gli impiegati e la dirigenza. Sono abitate ancora oggi.
- Villaggio Operaio Saffa (ex) a Magenta
- S.M.I. Società metallurgica italiana a Campo Tizzoro (Pistoia)
- Villaggio Rumianca a Pieve Vergonte (Verbano-Cusio-Ossola)

### In Francia
- Mulhouse in Alsazia

### In Germania
- Villaggi Krupp a Essen

### Nel Regno Unito
- New Lanark in Scozia, nel Lanarkshire - patrimonio dell'umanità UNESCO
- Saltaire in West Yorkshire - patrimonio dell'umanità UNESCO

### Negli Stati Uniti
- New Harmony in Indiana